# Мацкин, Рувим Израилевич
Мацкин Рувим Израилевич (15 июля 1926, Кривой Рог — 1996, Израиль) — советский художник-живописец.

## Биография
Родился 15 июля 1926 года в городе Кривой Рог.
В 1955 году окончил Харьковское государственное художественное училище. Учителя по специальности — А. Стаханов, А. Константинопольский.
С 1964 года работал на Харьковском художественно-промышленном комбинате Художественного фонда УССР, с 1975 года — главный художник комбината. Член Харьковского отделения Союза художников СССР с 1970 года.
В конце 1980-х годов эмигрировал в Израиль.
Умер в 1996 году от рака лёгких.

## Семья
Сын, Юрий Рувимович Мацкин, — скульптор, родился 20 января 1951 года в Харькове.
Сын, Владимир Рувимович Мацкин, — художник.

## Творчество
Работал в области станковой живописи, в жанре соцреализма. Участник республиканских выставок с 1963 года.

### Основные произведения
- Портрет инженера Губенко (1963);
- Письмо с Родины (1964);
- Мечтатели (А. Гайдар) (1967);
- Хирург (1968);
- Механизаторы (1986, холст, масло)[2] и другие.